# Río Miami
El río Miami o río de Miami es un río que atraviesa la ciudad de Miami, Florida, Estados Unidos, de oeste a este, desembocando en la Bahía Vizcaína. Tiene un uso comercial muy importante. Desde 1900 ha sufrido numerosos cambios, al igual que la ciudad que lo rodea. Las numerosas empresas navieras que tienen al río como base son responsables del 80 por ciento del comercio marítimo de Miami con las islas del Caribe. Mide 8.800 metros de longitud.

## Historia

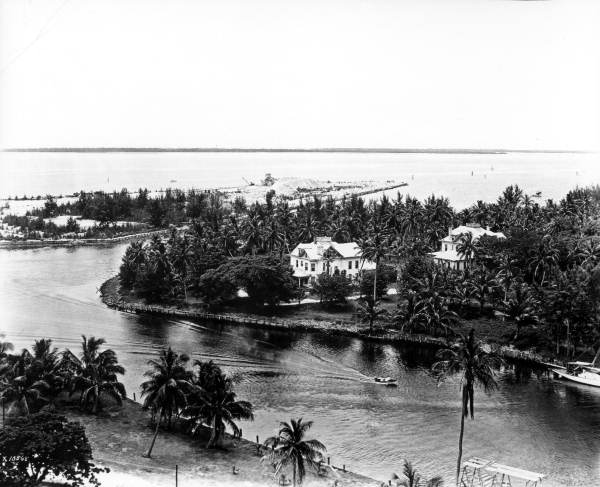
Río Miami en 1935.

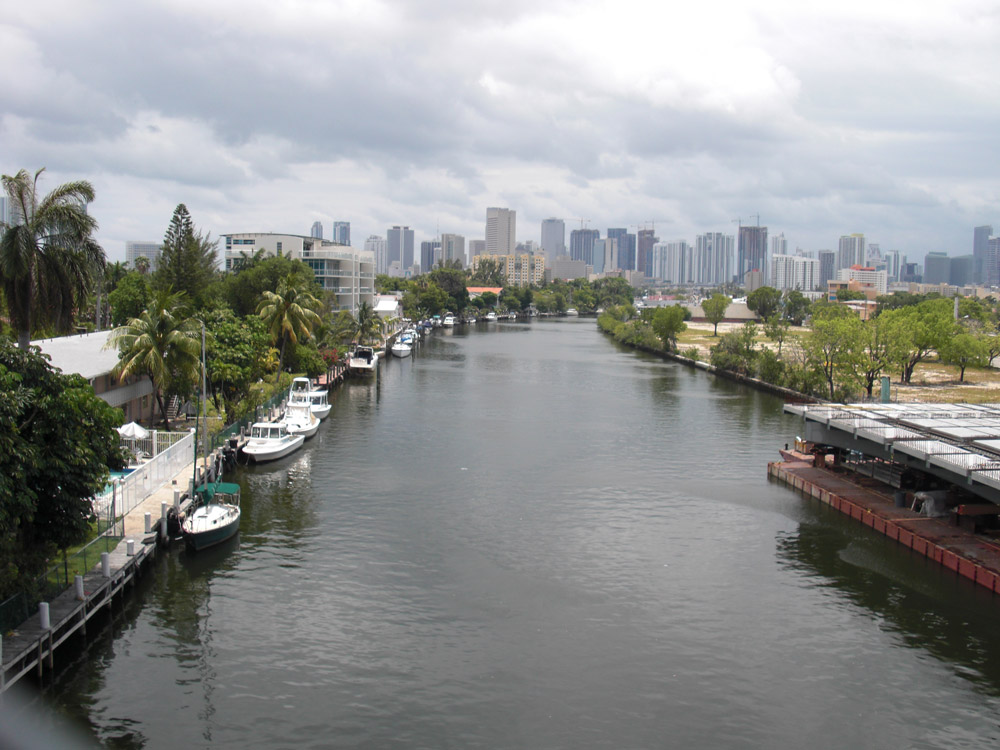
Vista del río Miami desde el puente NW 12 AVE.

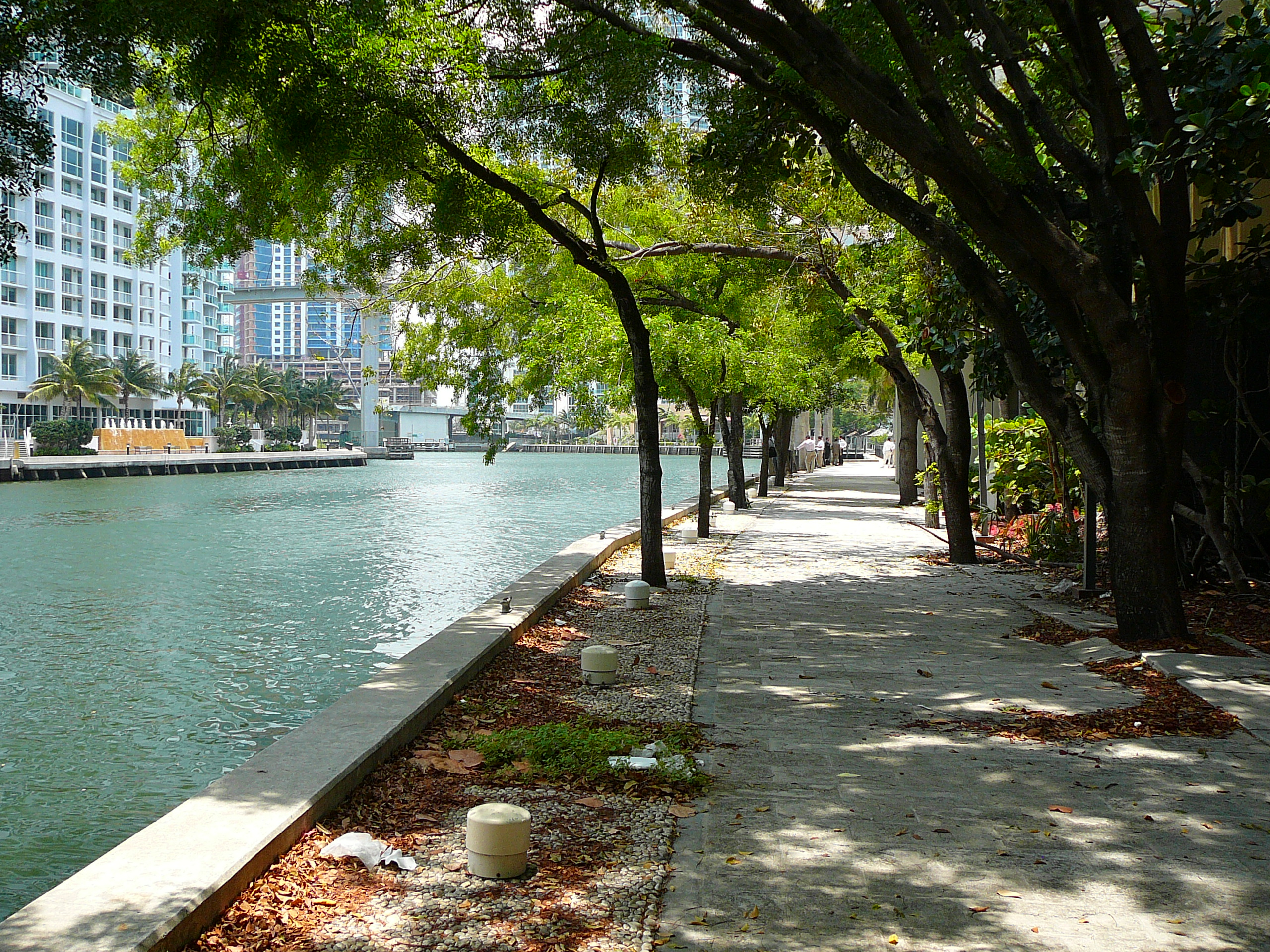
Paseo junto al río en su desembocadura.

El río histórico comenzó como un estuario o ría de la Bahía Vizcaíno / Bahía de Biscayne en las costas del océano Atlántico, tal bahía es de unos 6,5 kilómetros de longitud. Posteriormente su cuenca llevó agua dulce gracias a la desembocadura de manantiales, afluentes y de las propias aguas del pantano Everglades. El nombre de este río y el de la ciudad de Miami, Florida procede de la antigua tribu precolombina de los Mayaimi (no confundir con los Miami que habitaron el noreste del territorio actualmente también estadounidense), tal tribu también dio en un tiempo nombre al lago Oquichubi en donde nace prácticamente el río en cuestión.
Existen indicios de que en los siglos XV-XVI la tribu de los Tequesta estableció un campamento en los Saltos del río Miami (en la actual 27 Avenida del NW y South River Drive), una pequeña catarata de menos de dos metros de altura. En la zona estuvo en 1845 la fábrica de almidón y rancho Ferguson. En el lado opuesto del río, en su desembocadura se estableció el colono William English, y el Ejército de Estados Unidos alquiló sus tierras para establecer el primer fuerte de la zona, Fort Dallas (no confundir con la ciudad de Dallas en Texas o Tejas). 
En la zona de la desembocadura se encontraron en 1998 restos arqueológicos que vinieron a ser el Círculo de Miami. Tras una agria pelea con varias empresas inmobiliarias, que querían trasladar el círculo de 10 metros de diámetro, en 2002 fue incluido en el Registro de Lugares Históricos de Estados Unidos.
En 1896, el magnate ferroviario Henry Flagler extendió una línea de su ferrocarril hasta Miami, inaugurando el hotel Royal Palm en la misma desembocadura. Una de las atracciones del hotel era un crucero hasta los Saltos del Río Miami por las cristalinas aguas del río.
En 1909, gracias a un proyecto para extender la agricultura en los Everglades, se creó el Canal de Miami, un proyecto de ingeniería que transportaba agua potable desde el lago Okeechobee hasta el río de Miami. Para ese fin se destruyeron las cataratas y se creó una compuerta que prevendría la entrada de agua salada al canal (en la actual 36 Calle del NW y North River Drive). A partir de ese entonces el río de Miami es un estuario con agua salada con aguas turbias.
El Cuerpo de Ingenieros del Ejército de Estados Unidos dragó el cauce presente del río, creando un ancho mínimo de 45 metros (150 pies) y una profundidad de 4,5 metros. Durante años, 29 alcantarillas con aguas negras desembocaban en el río hasta que se creó una depuradora en Virginia Key en 1950.
Poco a poco el río se fue convirtiendo en una especie de vertedero extraoficial mientras aumentaba el tráfico fluvial hacia el Caribe. Algunos buques decrépitos se hundieron en el cauce del río, haciendo cada vez más difícil la navegación. A finales de 1990, la Comisión del Río de Miami se fundó para abordar los problemas de contaminación y de contrabando.
Doce puentes de tráfico rodado cruzan el río de Miami, la mitad de ellos son levadizos. El canal de Miami es considerado como uno de los más contaminados de Florida.

## Economía y dragados
El río Miami contiene actualmente 32 terminales de carga, que generan más de 4.000 millones de dólares de comercio anualmente. Es en volumen el quinto puerto más importante del estado de Florida. 
En 2005 comenzó un proyecto de dragados que pretendía eliminar más de 810.000 toneladas de sedimentos acumuladas en el río. Se calcula que las obras, que costarán unos 74 millones de dólares, concluirán antes del año 2010.
Al reducir el sedimento, los buques más grandes tendrán mayor flexibilidad a la hora de atracar ya que dependen en parte de las mareas. La Comisión del Río de Miami también prometió mejorar la calidad de la fauna marina.